# Qami
Qami (in armeno: Քամի, Vento) è un singolo del cantante armeno Sevak Khanagyan, pubblicato il 16 gennaio 2018.
Scritto da Khanagyan stesso con Anna Danielyan e Viktorya Maloyan, il brano è stato selezionato per il Depi Evrasteli 2018, processo di selezione nazionale per l'Eurovision Song Contest. Nella serata finale del programma è stato proclamato vincitore del programma, avendo ottenuto il massimo dei punteggi da parte della giuria e del pubblico. Questo gli ha concesso il diritto di rappresentare l'Armenia all'Eurovision Song Contest 2018, a Lisbona, in Portogallo.
Il brano ha gareggiato nella prima semifinale della manifestazione, classificandosi quindicesimo con 79 punti e mancando, di conseguenza, la qualificazione alla finale.

## Tracce
Download digitale
1. Qami – 3:03